# Agent-generaal voor de Immigratie
De agent-generaal voor de Immigratie was een Nederlands hoofdambtenaar die in Suriname belast was met het algemeen toezicht en de controle over alle immigranten.
Na de afschaffing van de slavernij in 1863 moesten de voormalige slaven nog gedurende 10 jaar werkzaam blijven op de plantages waar ze werkten. Omdat verwacht werd dat een aanzienlijk aantal vanaf 1873 niet langer op de plantages wilden werken, waren er veel immigranten nodig om dit werk over te nemen. Hiertoe werden vooral Hindoestanen in toenmalig Brits-Indië en Javanen in toenmalig Nederlands-Indië als contractarbeiders geworven.
De agent-generaal gaf leiding aan een organisatie die omschreven werd als het Immigratie-Departement. In bepaalde periodes was er naast de agent-generaal ook een sub-agent. Het departement hield zich bezig met de werving, verdeling en bescherming van contractarbeiders. Daarnaast zorgde ze ook voor de repatriëring van de contractarbeiders die na het uitdienen van het contract terug wilde naar hun geboorteland. Om te stimuleren dat mensen na het aflopen van hun contract zouden blijven werd hen geld en/of landbouwgrond aangeboden als ze afzagen van de gratis terugreis.
Net als anderen die leiding gaven aan een departement van Algemeen Bestuur was de agent-generaal een departementschef. De functie van agent-generaal voor de immigratie werd in 1872 ingesteld waarna een jaar later de eerste duizenden contractarbeiders uit Brits-Indië aankwamen. In 1890 begon de Nederlandsche Handel-Maatschappij (NHM), eigenaar van onder andere de suikerplantage Mariënburg in het district Commewijne, met het aantrekken van Javaanse contractarbeiders wat vanaf 1894 door de overheid werd voortgezet. De instroom van Hindoestanen eindigde in 1916 toen de Britse regering de emigratie van contractarbeiders naar alle delen van de wereld stopte onder druk van de nationalistische beweging onder leiding van Mahatma Gandhi. De instroom van Javanen zou nog doorgaan tot 1939 maar al kort nadat er geen nieuwe contractarbeiders meer uit Brits-Indië kwamen werd getwijfeld aan de noodzaak van een agent-generaal die leiding geeft aan een eigen departement. Na het eervol ontslag van C. van Drimmelen in 1920 werden bijna alleen nog maar waarnemend agent-generaals aangesteld. Toen de waarnemend agent-generaal A.C. Noordhoek Hegt in januari 1932 met verlof naar Nederland kwam en waarschijnlijk niet terug zou keren werd besloten hem niet te vervangen. In september van dat jaar werd het immigratie departement als zelfstandige afdeling van Algemeen Bestuur opgeheven waarbij de diensten in een afdeling van de Gouvernements-Secretarie werden ondergebracht waarna gouvernements-secretaris Pieter Kikkert op 1 januari 1933 tevens waarnemend agent-generaal werd.
Tussen 1873 en 1916 kwamen ruim 35.000 contractarbeiders uit Brits-Indië naar Suriname waarvan ongeveer een derde repatriërde. Van 1890 tot 1939 kwamen bijna 33.000 Javanen naar Suriname waarvan er tot 1954 ongeveer 26% terugkeerde. In de periode 1853-1939 werden in totaal 74.000 contractarbeiders naar Suriname aangevoerd. Van hen kwam 1% van het Portugese eiland Madeira, 3% uit China, 4% uit andere delen van West-Indië, 47% uit Brits-Indië en 44% uit Nederlands-Indië.

## Chronologische lijst van agenten-generaal

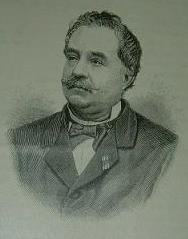
J.F.A. Cateau van Rosevelt, Agent-Generaal voor de Immigratie van 1872 tot 1891

| periode     | Agent-Generaal                      |
| ----------- | ----------------------------------- |
| 1872 - 1891 | Johan Cateau van Rosevelt           |
| 1892 - 1902 | George Henry Barnet Lyon            |
| 1902 - 1921 | Corstiaan van Drimmelen             |
| 1921        | Pieter Westra *                     |
| 1921 - 1925 | Samuel Henriquez de Granada         |
| 1925 - 1928 | Charles Rodolph Weytingh *          |
| 1928 - 1929 | Jacob Boonacker *                   |
| 1929 - 1932 | Alexander Cornelis Noordhoek Hegt * |
| 1933 - 1939 | Pieter Kikkert *                    |

* = waarnemend agent-generaal